# John L. Gibbs

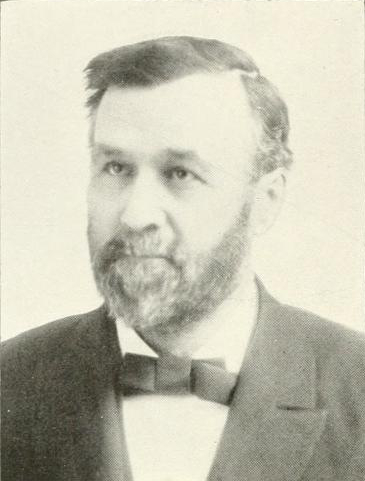
John La Porte Gibbs

John La Porte Gibbs (* 3. Mai 1838 im Bradford County, Pennsylvania; † 28. November 1908 in Owatonna, Minnesota) war ein US-amerikanischer Politiker. Zwischen 1897 und 1899 war er Vizegouverneur des Bundesstaates Minnesota.

## Werdegang
John Gibbs besuchte die öffentlichen Schulen seiner Heimat. Im Jahr 1860 machte er seinen College-Abschluss. Nach einem anschließenden Jurastudium an der University of Michigan in Ann Arbor und seiner 1861 erfolgten Zulassung als Rechtsanwalt begann er in Minnesota in diesem Beruf zu arbeiten. Für kurze Zeit unterrichtete er auch als Lehrer. Außerdem war er als Farmer tätig. Politisch schloss er sich der Republikanischen Partei an. Zwischenzeitlich fungierte er als Bezirksstaatsanwalt im Freeborn County. Zwischen 1864 und 1896 saß er mehrfach als Abgeordneter im Repräsentantenhaus von Minnesota, dessen Speaker er in den Jahren 1877 und 1885 war. 1887 wurde er Mitglied der Minnesota Railroad and Warehouse Commission.
1896 wurde Gibbs an der Seite von David Marston Clough zum Vizegouverneur von Minnesota gewählt. Dieses Amt bekleidete er zwischen 1897 und 1899. Dabei war er Stellvertreter des Gouverneurs und Vorsitzender des Staatssenats. Er starb am 28. November 1908 in Owatonna.